# Татарщизна (платформа)
Татарщизна (бел. Татаршчызна) — остановочный пункт электропоездов в Молодечненском районе. Расположен на перегоне «Уша — Молодечно» между платформами Мясота и Криница.
Остановочный пункт расположен рядом с д. Загорское и д. Татарщина. Рядом с остановочным пунктом расположены садоводческие товарищества "Берёзка", "Электрон" и др. Недалеко от станции проходит трасса P28, Минск — Молодечно.

## Стоимость
Стоимость проезда от станции Минск-Пассажирский — 2,59 рублей, от станции Молодечно — 0,54 рублей.

## В пути
Время в пути со всеми остановками от станции Минск-Пассажирский около 92 минут.